# نيل موراي (موسيقي)
نيل موراي (بالإنجليزية: Neil Murray)‏ هو موسيقي أسترالي، ولد في 1956 في أرارات في أستراليا.

## وصلات خارجية
- الموقع الرسمي
- نيل موراي على موقع ميوزك برينز (الإنجليزية)
- نيل موراي على موقع ديسكوغز (الإنجليزية)